# Szalom Zisman
Szalom Zisman (hebr. שלום זיסמן; ur. 14 marca 1914 w Żelechowie, zm. 12 lutego 1967) – izraelski polityk i wojskowy polskiego pochodzenia, członek drugiego Knesetu z ramienia Ogólnych Syjonistów w latach 1951–1955.

## Życiorys
Po ukończeniu gimnazjum odbył studia prawnicze na Uniwersytecie Warszawskim.
W 1933 wyemigrował do Palestyny, gdzie wstąpił do Hagany i był jednym z założycieli czasopisma Bamahane. Podczas drugiej wojny światowej był oficerem w Brygadzie Żydowskiej i walczył w północnej Afryce oraz na froncie Włoskim. W czasie I wojny izraelsko-arabskiej służył jako major.
Zisman był także radnym miasta Ramat Gan. W wyborach w 1951 został wybrany do Knesetu z listy Ogólnych Syjonistów, ale stracił mandat podczas kolejnych wyborów. Zisman był także przewodniczącym izraelskiego oddziału organizacji Maccabi, a także członkiem jej komitetu centralnego. Pracował również jako przewodniczący Izraelskiego Komitetu Olimpijskiego.
Zmarł w 1967 w wieku 52 lat.